# Buriram
Buri Ram (en tailandés: บุรีรัมย์ - "Ciudad de la Alegría") es una ciudad de Tailandia, en la región de Isan, capital de la provincia de Buri Ram, a unos 410 kilómetros al noreste de Bangkok.  Tiene una población de aproximadamente 28.333 habitantes (2005).

## Historia
Casi mil años atrás, la actual zona de Buri Ram fue sometido al Imperio Jemer; muchas ruinas de esa época son aún visibles. La mayor de ellas está en el parque histórico de Rung Phanom. De acuerdo a la inscripción hallada, su gobernante reconoció la hegemonía del Imperio Jemer. En el siglo XIX, la ciudad originalmente llamada Pae Muang, pasó a llamarse Buriram. Luego de la reforma administrativa en el fin del siglo XIX, Buriram se incorporó a Tailandia como una provincia.

## Gallery

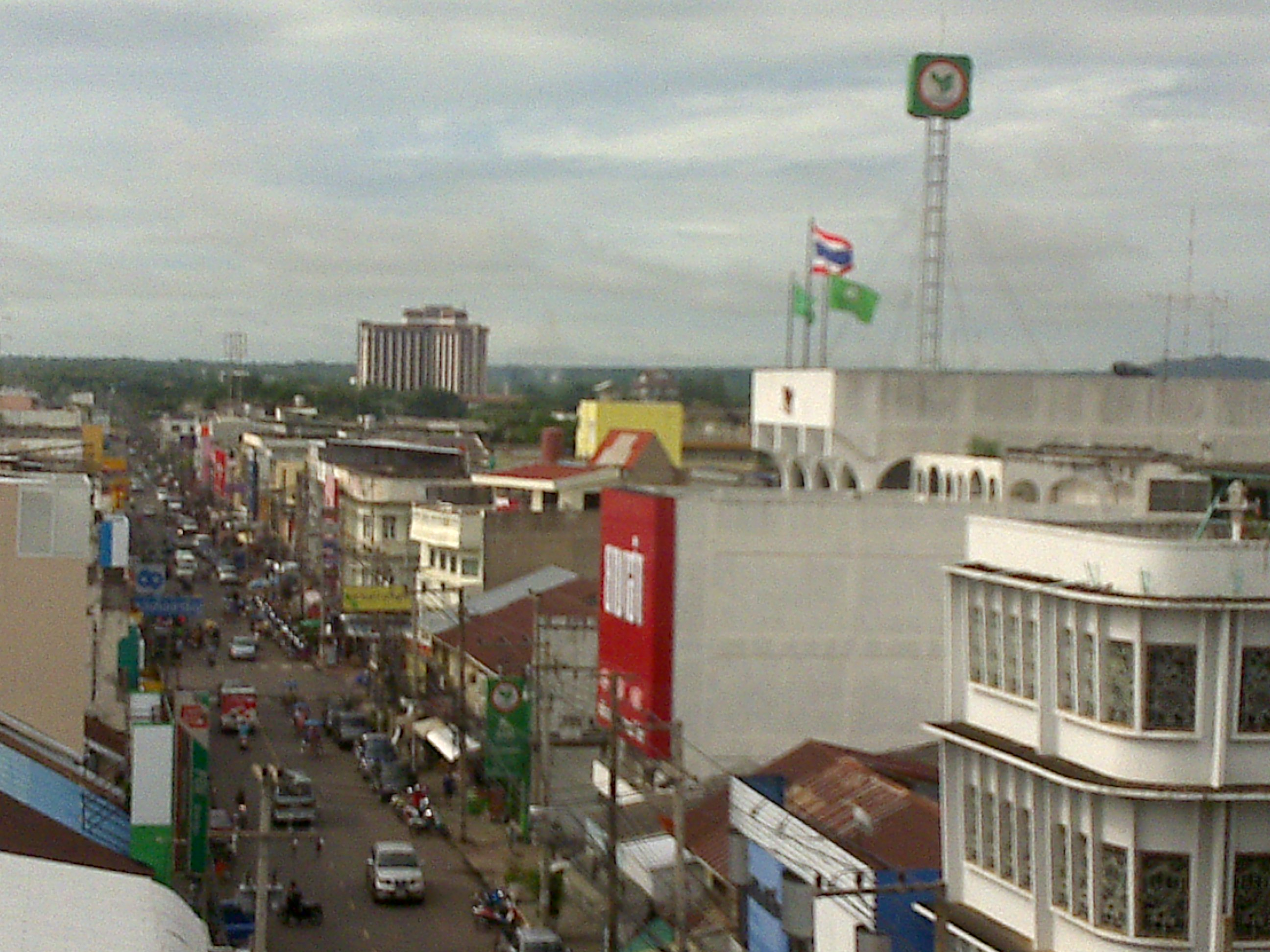
Vista de Buriram.
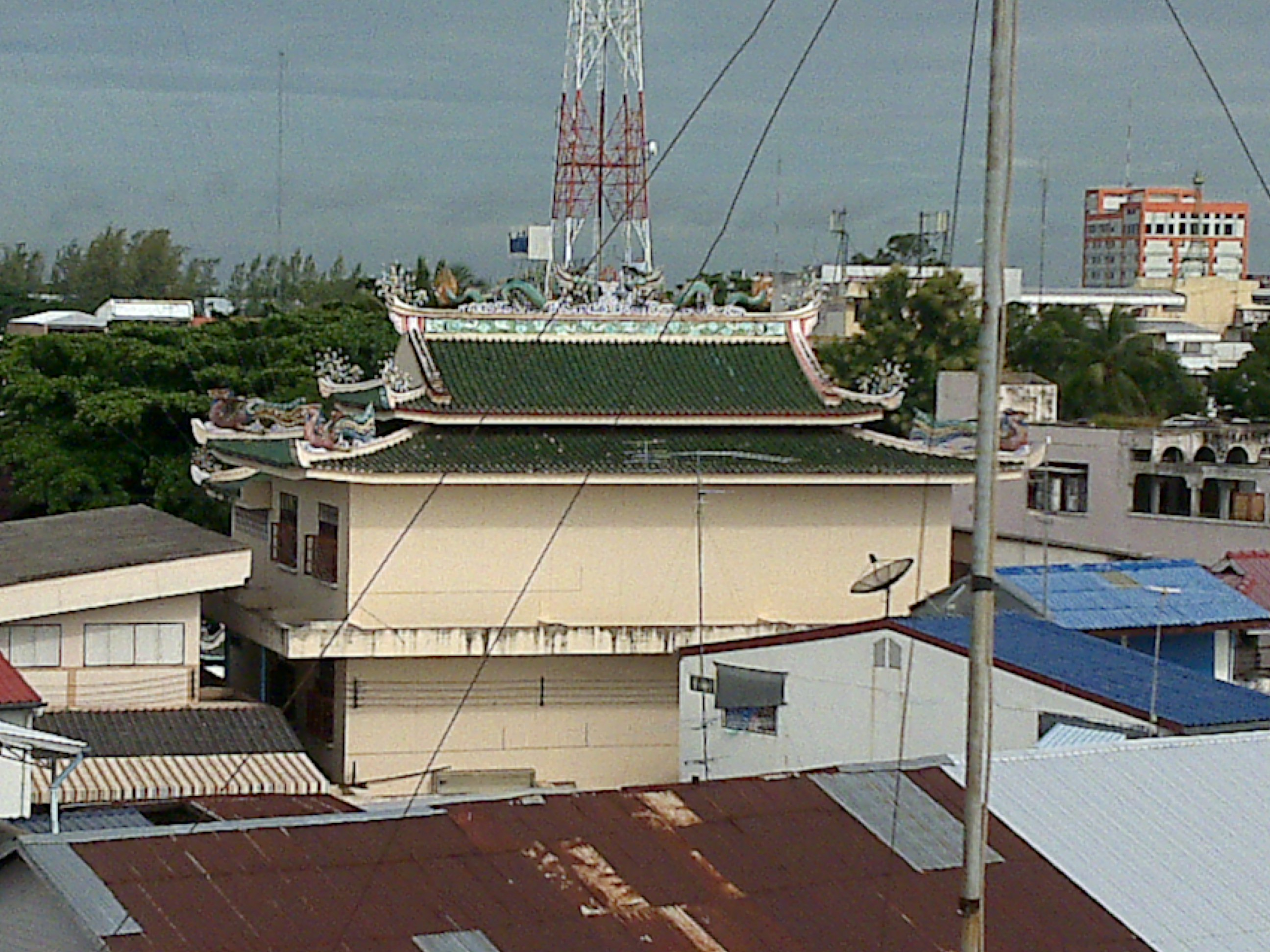
Chinatown en Buriram.
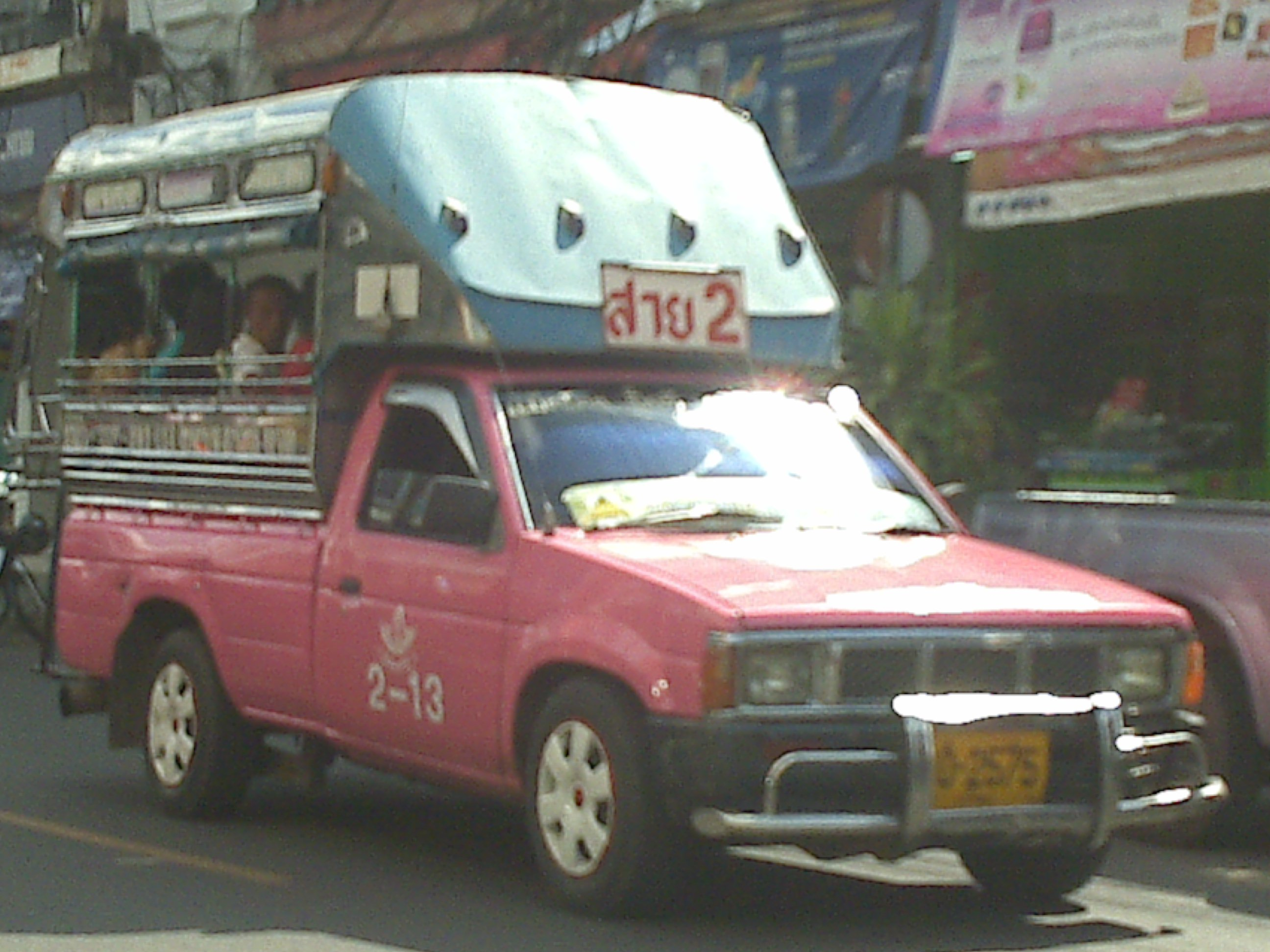
Songthaew en Buriram.
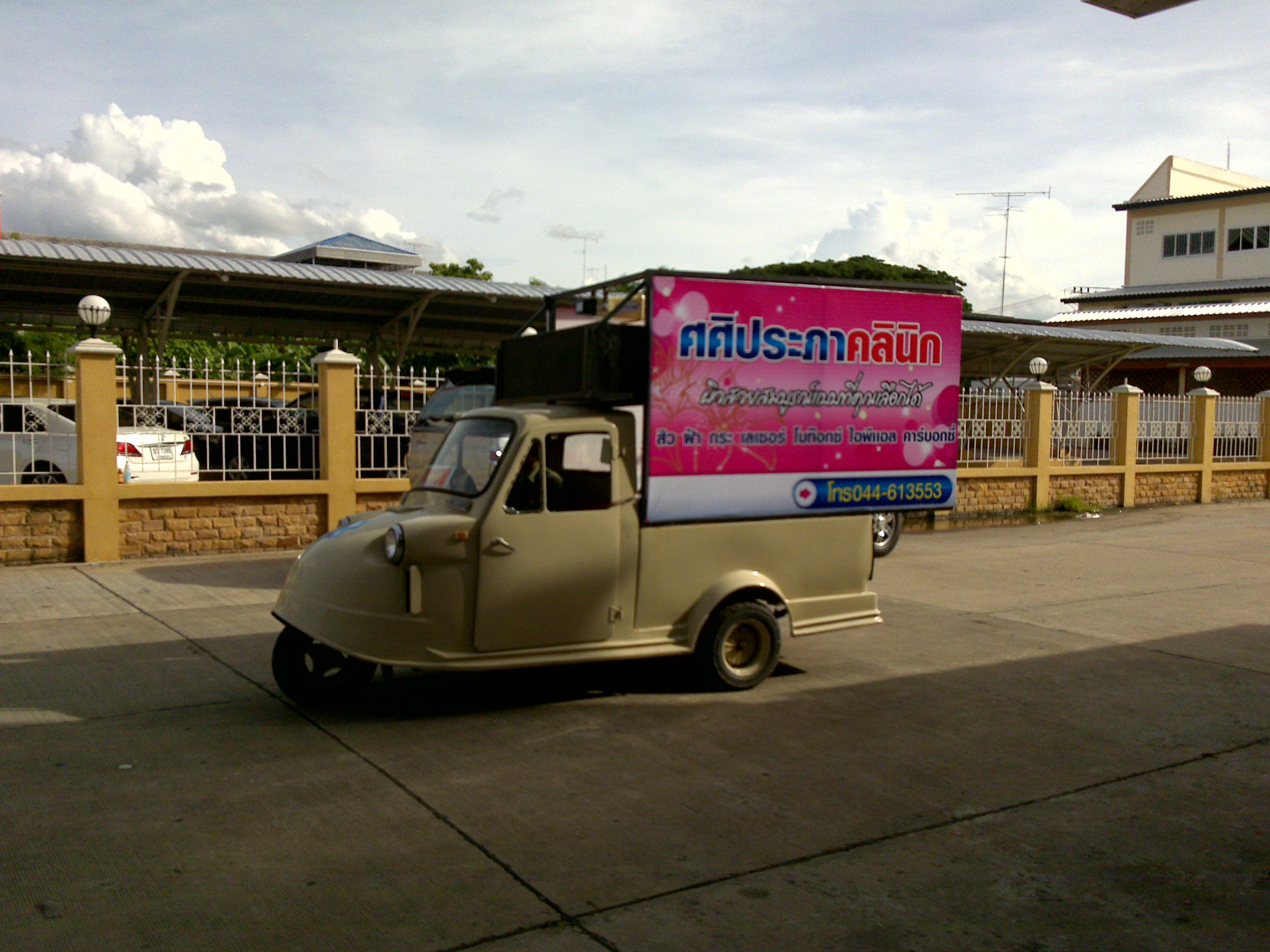
Tuk-tuk en Buriram.

- Datos: Q1026460
- Multimedia: Buriram / Q1026460